# Patryk Lipski
Patryk Lipski (Szczecin, 1994. június 12. –) lengyel korosztályos válogatott labdarúgó, a Widzew Łódź csatárja.

## Pályafutása

### Klubcsapatokban
Lipski a lengyelországi Szczecin városában született. Az ifjúsági pályafutását a helyi Salos Szczecin csapatában kezdte, majd 2012-ben a Ruch Chorzów akadémiájánál folytatta.
2013-ban mutatkozott be a Ruch Chorzów első osztályban szereplő felnőtt csapatában. 2017-ben a Lechia Gdańskhoz szerződött. Először a 2017. augusztus 14-ei, Pogoń Szczecin ellen 0–0-ás döntetlennel zárult mérkőzés 63. percében, Flávio Paixão cseréjeként lépett pályára. Első gólját 2018. május 12-én, szintén a Pogoń Szczecin ellen 1–1-es döntetlennel zárult találkozón szerezte meg. 2020-ban a Piast Gliwice csapatához igazolt. 2020. augusztus 22-én, a Śląsk Wrocław ellen 2–0-ra elvesztett bajnokin debütált.
2022. március 3-án egyéves szerződést kötött a Widzew Łódź együttesével. Először a 2022. március 13-ai, Górnik Polkowice ellen 0–0-ás döntetlennel zárult mérkőzésen lépett pályára. Első gólját 2022. augusztus 12-én, a Legia Warszawa ellen 2–1-re elvesztett találkozón szerezte meg.

### A válogatottban
Lipski 2015-ben debütált a lengyel U21-es válogatottban. Először a 2015. szeptember 8-ai, Svédország ellen 0–0-ás döntetlennel zárult mérkőzés 85. percében, Radosław Murawskit váltva lépett pályára. Első válogatott gólját 2017. június 16-án, Szlovákia ellen 2–1-re elvesztett U21-es EB-mérkőzésen szerezte meg.

## Statisztikák
2022. október 2. szerint
| Klub          | Szezon   | Osztály     | Bajnokság | Bajnokság | Kupa és Ligakupa | Kupa és Ligakupa | Nemzetközi | Nemzetközi | Összesen | Összesen |
| Klub          | Szezon   | Osztály     | Meccs     | Gól       | Meccs            | Gól              | Meccs      | Gól        | Meccs    | Gól      |
| ------------- | -------- | ----------- | --------- | --------- | ---------------- | ---------------- | ---------- | ---------- | -------- | -------- |
| Ruch Chorzów  | 2014–15  | Ekstraklasa | 1         | 0         | 0                | 0                | —          | —          | 1        | 0        |
| Ruch Chorzów  | 2015–16  | Ekstraklasa | 36        | 4         | 2                | 1                | —          | —          | 38       | 5        |
| Ruch Chorzów  | 2016–17  | Ekstraklasa | 29        | 5         | 0                | 0                | —          | —          | 29       | 5        |
| Ruch Chorzów  | Összesen | Összesen    | 66        | 9         | 2                | 1                | 0          | 0          | 68       | 10       |
| Lechia Gdańsk | 2017–18  | Ekstraklasa | 21        | 1         | 0                | 0                | —          | —          | 21       | 1        |
| Lechia Gdańsk | 2018–19  | Ekstraklasa | 21        | 6         | 3                | 0                | —          | —          | 24       | 6        |
| Lechia Gdańsk | 2019–20  | Ekstraklasa | 17        | 0         | 5                | 1                | 2          | 1          | 24       | 2        |
| Lechia Gdańsk | Összesen | Összesen    | 59        | 7         | 8                | 1                | 2          | 1          | 69       | 9        |
| Piast Gliwice | 2020–21  | Ekstraklasa | 25        | 1         | 4                | 0                | 3          | 1          | 32       | 2        |
| Piast Gliwice | 2021–22  | Ekstraklasa | 13        | 0         | 2                | 0                | —          | —          | 15       | 0        |
| Piast Gliwice | Összesen | Összesen    | 38        | 1         | 6                | 0                | 3          | 1          | 47       | 2        |
| Widzew Łódź   | 2021–22  | I Liga      | 11        | 0         | 0                | 0                | —          | —          | 11       | 0        |
| Widzew Łódź   | 2022–23  | Ekstraklasa | 8         | 2         | 1                | 0                | —          | —          | 9        | 2        |
| Widzew Łódź   | Összesen | Összesen    | 19        | 2         | 1                | 0                | 0          | 0          | 20       | 2        |
| Összesen      | Összesen | Összesen    | 182       | 19        | 17               | 2                | 5          | 2          | 204      | 23       |

## Sikerei, díjai
Lechia Gdańsk
- Lengyel Kupa
  - Győztes (1): 2018–19
  - Döntős (1): 2019–20

- Lengyel Szuperkupa
  - Győztes (1): 2019

Widzew Łódź
- I Liga
  - Feljutó (1): 2021–22

## Fordítás
Ez a szócikk részben vagy egészben  a   Patryk Lipski című angol Wikipédia-szócikk fordításán alapul.  Az eredeti cikk szerkesztőit annak laptörténete sorolja fel. Ez a jelzés csupán a megfogalmazás eredetét és a szerzői jogokat jelzi, nem szolgál a cikkben szereplő információk forrásmegjelöléseként.